# ガンダムシリーズの登場艦船およびその他の兵器一覧
ガンダムシリーズの登場艦船およびその他の兵器一覧（ガンダムシリーズのとうじょうかんせんおよびそのたのへいきいちらん）は、アニメ『機動戦士ガンダム』をはじめとする「ガンダムシリーズ」に登場する主な架空の兵器のうち、モビルスーツやモビルアーマーなど機動兵器に分類されるもの以外を収めた一覧である。また、兵器ではないものも同時に収める。
ここに分類されない機動兵器についてはガンダムシリーズの登場機動兵器一覧を参照のこと。

## 『機動戦士ガンダム』（宇宙世紀）シリーズ
ここでは、宇宙世紀を世界観とする舞台に登場する兵器を挙げる。

### 機動戦士ガンダム
ここでは、テレビアニメおよびアニメーション映画『機動戦士ガンダム』の登場兵器を挙げる。一部の設定はMSV等によるのものである。
地球連邦軍
- 61式戦車（主力戦車）
- FF-X7 コア・ファイター（宇宙・大気圏内用特殊戦闘機）
  - FF-X7-Bst コア・ブースター(劇場版)（宇宙・大気圏内用戦闘爆撃機）
- Gファイター(テレビ版)（モビルスーツ支援用宇宙・大気圏内用特殊戦闘機）
  - Gアーマー(テレビ版)（宇宙・大気圏内用重戦闘爆撃機）
  - Gスカイ、Gスカイ・イージー(テレビ版)（宇宙・大気圏内用戦闘機）
  - Gブル、Gブル・イージー(テレビ版)（戦車）
- ガンダムトレーラー
- ガンペリー（大気圏内用輸送機）
- コロンブス級補給艦（宇宙輸送艦）
- サラミス級巡洋艦（宇宙巡洋艦）
  - サラミス、マダガスカル、サラミス改フジ級スルガ
- スペースランチ（宇宙内火艇）
- ソーラ・システム（宇宙用大量破壊兵器）
- 大気圏突入カプセル
- 対ザク用タンク型自走砲（エレカ）
- 大口径バルカン砲重装甲車
- デッシュ（大気圏内用連絡機）
- デプ・ロッグ（大気圏内用爆撃機）
- ドラゴン・フライ（大気圏内用連絡機）
- ドン・エスカルゴ（大気圏内用対潜哨戒機）
- ビッグ・トレー級陸戦艇（陸上艦艇）
  - バターン、マルケッティア
- パブリク（宇宙突撃艇）
- ヒマラヤ級対潜空母（水上艦艇）
- ファンファン（戦闘用ホバークラフト）
- フライ・マンタ（大気圏内用戦闘攻撃機）
- ペガサス級強襲揚陸艦（宇宙・大気圏内用空母）
  - SCV-70 (LMSD-71) ホワイトベース
- マゼラン級戦艦（宇宙戦艦）
  - SBB-17 ルザル
  - タイタン、マゼラン、アナンケ
- ミデア（大気圏内用輸送機）
- 有線ミサイルカー（エレカ）
- ルナツー（宇宙要塞）

ジオン公国軍
- ア・バオア・クー（宇宙要塞）
- 宇宙内火艇
- 衛星ミサイル（宇宙用大量破壊兵器）
- ガウ攻撃空母（大気圏内用空母）
- ガトル（宇宙戦闘機）
- ギャロップ級陸戦艇（陸上艦艇）
  - カーゴ（キャンピングトレーラー）
- キュイ（揚兵戦車）
- グワジン級大型戦艦（宇宙戦艦）
  - BB-38 グワジン
  - グレート・デギン、グワシュ、グワラン、グワリブ
- コミュ（大気圏内用連絡機）
- ザンジバル級機動巡洋艦（宇宙・大気圏内用巡洋艦）
  - CCM-80 ザンジバル
  - マダガスカル
- サムソン（トレーラー）
- シーランス（水上高速ボート）
- ジッコ（宇宙突撃艇）
- ソーラ・レイ（宇宙用大量破壊兵器）
- ソドン（宇宙巡航船）
- ソロモン（宇宙要塞）
- ダブデ級陸戦艇（陸上艦艇）
- チベ級重巡洋艦（宇宙巡洋艦）
- ドップ（大気圏内用戦闘機）
- ドダイYS（大気圏内用爆撃機）
- ドロス級超大型宇宙母艦（宇宙空母）
  - CV-69 ドロス
  - DOL-X01 ドロワ
- パゾク級輸送艦（宇宙輸送艦）
- パプア級補給艦（宇宙輸送艦）
- ファット・アンクル（大気圏内用輸送機）
- プローバー級潜水艦（水中艦艇）
- マゼラアタック（主力戦車）
  - マゼラトップ（浮上砲塔）
  - マゼラベース（戦車）
- マッド・アングラー級潜水母艦（水中艦艇）
- ユーコン級攻撃型潜水艦（水中艦艇）
- ムサイ級軽巡洋艦（宇宙巡洋艦）
  - バロメル
  - CC-45 キャメル
  - クワメル、スワメル、トクメル
  - CC-102 ファルメル（シャア専用ムサイ）
- コムサイ（大気圏突入カプセル）
- ルッグン（大気圏内用偵察機）
- ワッパ（歩兵用ホバークラフト）

#### 機動戦士ガンダム（本編未登場）
ここでは、テレビアニメおよびアニメーション映画『機動戦士ガンダム』の設定において存在したが、劇中には登場しなかった兵器を挙げる。
地球連邦軍
- FF-4 トリアーエズ（宇宙戦闘機、本編未登場）
- アメリゴ級戦艦（宇宙戦艦、トミノメモ）

ジオン公国軍
- バルキリー級空母（宇宙空母、本編未登場）

#### 機動戦士ガンダム（小説版）
ここでは、富野由悠季の小説版『機動戦士ガンダム』での登場兵器を挙げる。一部の設定はMSV等によるものである。
地球連邦軍
- コーラル級重巡洋艦（宇宙巡洋艦）
  - コーラル、ブキャナン
- サラミス級巡洋艦（宇宙巡洋艦）
  - キプロス、グレーデン、サフラン、シスコ、トリチゲン
- トマホーク（宇宙戦闘機）
- トラファルガ級全通甲板型支援巡洋艦（宇宙空母）
  - トラファルガ、ガルバルディ
- ホワイトベース級強襲揚陸艦（宇宙・大気圏内用空母）
  - SCV-69 ペガサス
  - SCV-71 ペガサスJ
  - SCVA-72 サラブレッド
- マゼラン級戦艦（宇宙戦艦）
  - ドラッグ、ハル、ルザル

ジオン公国軍
- グワジン級大型戦艦（宇宙戦艦）
  - ガンドワ、ギドル
- ザンジバル級機動巡洋艦（宇宙・大気圏内用巡洋艦）
  - ズワメル、マダガスカル
- ムサイ級軽巡洋艦（宇宙巡洋艦）
  - トルメス
- ドロス級超大型宇宙母艦（宇宙空母）
  - ミドロ
- 宇宙戦艦アサルム
  - ドップ（宇宙戦闘機）

#### 密会〜アムロとララァ
ここでは、小説『密会〜アムロとララァ』の登場兵器を挙げる。
地球連邦軍
- マゼラン級戦艦（宇宙戦艦）
  - ゲイバッハ

#### 機動戦士ガンダム THE ORIGIN
ここでは、漫画およびOVA作品『機動戦士ガンダム THE ORIGIN』の登場兵器を挙げる。
地球連邦軍
- マゼラン級宇宙戦艦
  - マゼラン(ルナツー配備艦艇ワッケイン少将座乗艦か)
  - アナンケ（ルウム戦役時第一連合艦隊旗艦　レビル大将座乗艦）
  - フェーベ（星一号作戦時第一連合艦隊旗艦　レビル大将座乗艦）
  - タイタン(ソロモン攻略戦時第二連合艦隊旗艦　ティアンム大将座乗艦)
  - ルザル（ソロモン攻略戦時第三艦隊旗艦　ワッケイン少将座乗艦）
  - アルデバラン（第一艦隊所属艦艇）
- ペガサス級宇宙戦艦（宇宙・大気圏内用空母）
  - SCV-70 (LMSD-71) ホワイトベース（ペガサス）
  - アルバトロス、ガリバルディ
- サラミス級巡洋艦
  - マダガスカル
- レパント級ミサイルフリゲート
- ミデア（大気圏内用輸送機）
  - アルテミス、ロシナンテ
- ビックトレー級陸上戦艦
  - バターン（オデッサ作戦時レビル大将座乗艦）
  - モルトケ

ジオン公国軍
- ムサイ級軽巡洋艦（宇宙巡洋艦）
  - ワルキューレ（ドズル中将座乗艦）
  - ファルメル（シャア少佐座乗艦）
  - レトヴィザン、キール、ザトペック、イオージマ
  - キャメル（キャメルパトロール艦隊旗艦　ドレン大尉座乗艦）
  - スワメル、トクメル（キャメルパトロール艦隊所属）
  - クワメル（コンスコン艦隊所属）
- チベ級重巡洋艦（宇宙重巡洋艦）
  - チベ級重巡洋艦（コンスコン少将座乗艦）
  - パープルウィドウ（キシリア少将座乗艦）
- ザンジバル級機動巡洋艦
  - ラグナレク（シャア大佐座乗艦）
- グワジン級戦艦（旗艦級宇宙戦艦）
  - グレート・デギン
  - グワラン(ソロモン要塞配備艦艇)
- ダブデ級陸上戦艦
  - ダブデ（オデッサ作戦時マ・クベ中将座乗艦）
- ドロス級宇宙空母
  - ドロス(突撃機動軍所属キシリア少将座乗艦)

#### モビルスーツバリエーション（MSV）
ここでは、メカニックデザイン企画『モビルスーツバリエーション』の登場兵器を挙げる。
地球連邦軍
- マングース（大気圏内用攻撃機）
- FF-S3 セイバーフィッシュ（宇宙戦闘機）
  - FF-3セイバーフィッシュ空軍仕様
- FF-6 TINコッド（大気圏内用戦闘機）
- Gファイター武装変更型
  - Gファイター宇宙用
- SP-W03 スペースポッド（宇宙作業機械）
- アンティータム級補助空母（宇宙空母）
  - アンティータム
- コルベット・ブースター（サブフライトシステム）
- トマホーク（宇宙戦闘機）
- トラファルガ級全通甲板型支援巡洋艦（宇宙空母）
  - トラファルガ
- フライアロー（大気圏内用戦闘機）
- フライダーツ（宇宙・大気圏内用戦闘機）
- フラットマウス（大気圏内用偵察機）
- ペガサス級強襲揚陸艦（宇宙・大気圏内用空母）
  - SCV-69 ペガサス
  - SCV-71 ホワイトベースJr.
  - SCVA-72 サラブレッド
  - SCVA-73 トロイホース
  - SCVA-74 (MSC-06) スタリオン
- ライトライナー（サブフライトシステム）

ジオン公国軍
- M1戦車（主力戦車）
  - M1戦車発展型
  - マゼラアタック原型1号
  - ジオン軍重装型テスト機
- グワジン級大型戦艦（宇宙戦艦）
  - グワメル（ガンダムセンチュリー）
  - グワリブ（ガンダムセンチュリー）
  - ズワメル
- ザンジバル級機動巡洋艦（宇宙・大気圏内用巡洋艦）
  - キマイラ
- バルキリー級空母（宇宙空母）
- ムサイ級軽巡洋艦（宇宙巡洋艦）
  - レムリア
  - リミア
- ユーコン級攻撃型潜水艦（水中艦艇）
  - U-5
  - U-48
- プローバー級潜水艦（水中艦艇）

#### MS-X
ここでは、プラモデル企画『MS-X』の登場兵器を挙げる。
地球連邦軍
- ノースポール級空母（宇宙空母）
- ガンキャリー
- バストライナー（モビルスーツ支援用宇宙・大気圏内用移動砲座）
- コルベット・ブースター
- ライトライナー

ジオン公国軍
- スキウレ（モビルスーツ支援用宇宙移動砲座）
- スクート（モビルスーツ支援宇宙艦艇）
- ペズン（宇宙要塞）

#### 機動戦士ガンダム 戦略戦術大図鑑 一年戦争全記録
ここでは、書籍『機動戦士ガンダム 戦略戦術大図鑑』の登場兵器を挙げる。
地球連邦軍
- L-144系掃海艇（宇宙艇）
- V型潜水艦（水中艦艇）
- VIII型攻撃型潜水艦（水中艦艇）
- アルバータ級ミサイル巡洋艦（水上艦艇）
  - アルバータ
- サラミス級巡洋艦（宇宙巡洋艦）
  - フィラデルフィア
- 潜水母艦（水中艦艇）
- ビッグトレー級陸戦艇（陸上艦艇）
  - パターン号、マルケッティア号
- マゼラン級戦艦（宇宙戦艦）
  - アナンケ、ウィスコンシン、ネレイド、ヒペリオン、フェーベ、レナウン
- モンブラン級ミサイル巡洋艦（水中艦艇）
  - モンブラン、ログウッド

ジオン公国軍
- ユーコン級攻撃型潜水艦（水中艦艇）
  - U-202

#### GUNDAM THE RIDE
ここでは、劇場アトラクション『GUNDAM THE RIDE』の登場兵器を挙げる。
地球連邦軍
- フジ級輸送艦（宇宙輸送艦）
  - SCRT-229 スルガ
- ペガサス級（ホワイトベース級）強襲揚陸艦（宇宙・大気圏内用空母）
  - SCV-73 ブランリヴァル

#### M-MSV
ここでは、メカニックデザイン企画『M-MSV』（大河原邦男コレクション）の登場兵器を挙げる。
地球連邦軍
- VIII型攻撃型潜水艦（水中艦艇）
  - SSN-588 リオグランデ（シークレットフォーミュラー）

エゥーゴ
- アイリッシュ級戦艦（宇宙戦艦）
  - クークスタウン（シークレットフォーミュラー）

ジオン公国軍
- ムサイ級軽巡洋艦（宇宙巡洋艦）
  - ハボック（閃光の源）、ホーカム（閃光の源）
- ユーコン級攻撃型潜水艦（水中艦艇）
  - U-31（シークレットフォーミュラー）

#### MSV-R
ここでは、メカニックデザイン企画『MSV-R』の登場兵器を挙げる。
地球連邦軍
- Gファイター リアルタイプカラー
  - Gファイター宇宙型
  - Gファイター強襲揚陸型
  - Gファイター爆撃型
- FF-X5 プロトタイプ コア・ファイター
- FF-X7Bst PLAN004 コア・ブースタープラン004
- CB-X5[SGT] 強襲型ガンペリー
- FF-S5 レイヴン・ソード
- ネルソン級MS軽空母
- ロックウッド級潜水艦 SS-6011

ジオン公国軍
- リトル・ドップ（MS-07W グフ複合試験型専用ドップ）
- G87 ルナタンク
- ザンジバル改級機動巡洋艦（宇宙・大気圏内用巡洋艦）
  - キマイラ
- ゴブル宇宙戦闘攻撃機
- ガガウル級駆逐艦
- 重爆撃機ド・ダイGA

### 機動戦士ガンダム（その他の作品）

#### 機動戦士ガンダム MS戦記
ここでは、漫画『機動戦士ガンダム MS戦記』の登場兵器を挙げる。
地球連邦軍
- サラミス級巡洋艦（宇宙巡洋艦）
  - パナマ

ジオン公国軍
- ムサイ級軽巡洋艦（宇宙巡洋艦）
  - ブルメル031
- 毒ガス

#### 機動戦士ガンダム 最期の赤い彗星
ここでは、ゲームブック『機動戦士ガンダム 最期の赤い彗星』の登場兵器を挙げる。
地球連邦軍
- サラミス級巡洋艦（宇宙巡洋艦）
  - フィラデルフィア

ジオン公国軍
- グワジン級大型戦艦（宇宙戦艦）
  - アサルム

#### 機動戦士ガンダム 新MS戦記
ここでは、漫画『機動戦士ガンダム 新MS戦記』の登場兵器を挙げる。
ネオ・ジオン
- ユーコン級攻撃型潜水艦（水中艦艇）
  - U-57、U-61、U-88

#### 機動戦士ガンダム MSジェネレーション
ここでは、漫画『機動戦士ガンダム MSジェネレーション』の登場兵器を挙げる。
地球連邦軍
- VIII型攻撃型潜水艦（水中艦艇）
  - SSN-735 ディニクチス
- タカオ（水上航空母艦）

#### F.M.S（福地モビルスーツステーション）
ここでは、メカニックデザイン企画『F.M.S』の登場兵器を挙げる。
ジオン公国軍
- ズワール級高速巡洋艦（宇宙巡洋艦）
  - ガールアウス
- マッドアングラー級潜水母艦（水中艦艇）
  - ズアイ

#### MSV90
ここには、メカニックデザイン企画『MSV90』の登場兵器を挙げる。
ジオン公国軍
- 超大型空中戦艦（宇宙・大気圏内用空母）
  - キング・オブ・ドラゴン

#### アウターガンダム
ここでは、漫画『アウターガンダム』の登場兵器を挙げる。
地球連邦軍
- ペガサス級強襲揚陸艦（宇宙・大気圏内用空母）
  - トリビューン

ジオン公国軍
- マッドアングラー級潜水母艦（水中艦艇）
  - ヴォークト
- ムサイ級軽巡洋艦（宇宙巡洋艦）
  - ヘルホーク（地獄の鷹号）

#### PILLOW TALK GUNDAM "NIGHT=HAWKS!"
ここでは、漫画『PILLOW TALK GUNDAM "NIGHT=HAWKS!"』の登場兵器を挙げる。
地球連邦軍
- ペガサス改級巡洋艦（宇宙・大気圏内用巡洋艦）
  - スレイプニール
- ウェルディア（大気圏内用輸送機）

ジオン公国軍
- Wダブデ（陸戦艇）
- ドップRe（大気圏内用戦闘機）

#### GUNDAM TACTICS MOBILITY FLEET 0079
ここでは、コンピュータゲーム『GUNDAM TACTICS MOBILITY FLEET0079』の登場兵器を挙げる。
地球連邦軍
- コロンブス級補給艦（宇宙輸送艦）
  - スリナガル
    - ジオニック社を空爆した特務艦隊の指揮艦。
- サラミス級巡洋艦（宇宙巡洋艦）
  - アセニション、オーランド、カリマンタン、クエッタ、ケルアナ、コルシカ、サハリン、サモス、ジャワ、シエラレオネ、バラムシル、マルク、リューゲン、レムノス
- マゼラン級戦艦（宇宙戦艦）
  - オーウェル、ガーランド

ジオン公国軍
- チベ級重巡洋艦（宇宙巡洋艦）
  - バルバロッサ
    - ゲルド艦隊旗艦としてルナツー攻撃に参加した。
- ザンジバル級機動巡洋艦（宇宙・大気圏内用巡洋艦）
  - キマイラ
    - キシリア・ザビ少将が地球に降下する際、乗船している。
- ムサイ級軽巡洋艦（宇宙巡洋艦）
  - アグリコラ、クベラン

#### 機動戦士ガンダム外伝 コロニーの落ちた地で…
ここでは、コンピュータゲーム『機動戦士ガンダム外伝 コロニーの落ちた地で…』の登場兵器を挙げる。
ジオン公国軍
- アスタロス（生物兵器）
- ユーコン級攻撃型潜水艦（水中艦艇）
  - U-501

#### 機動戦士ガンダム外伝 宇宙、閃光の果てに…
ここでは、コンピュータゲーム『機動戦士ガンダム めぐりあい宇宙』および漫画・小説『機動戦士ガンダム外伝 宇宙、閃光の果てに…』の登場兵器を挙げる。
地球連邦軍
- ペガサス級（準ホワイトベース級）強襲揚陸艦（宇宙・大気圏内用空母）
  - SCVA-72 サラブレッド
  - LMSD-76 グレイファントム（本編未登場）[要出典]

#### 機動戦士ガンダム スピリッツオブジオン
ここでは、アーケードゲーム『機動戦士ガンダム スピリッツオブジオン』の登場兵器を挙げる。
地球連邦軍
- ペガサス級3番艦

### 機動戦士ガンダム0080 ポケットの中の戦争
ここでは、OVA『機動戦士ガンダム0080 ポケットの中の戦争』の登場兵器を挙げる。
地球連邦軍
- ペガサス級強襲揚陸艦（宇宙・大気圏内用空母）
  - LMSD-76 グレイファントム（ホワイトベース級強襲揚陸航宙空母）
  - SCVA-73 トロイホース（漫画版のみ）
- C-88 ミデア後期型（大気圏内用輸送機）

ジオン公国軍
- チベ級ティベ型高速巡洋艦（宇宙巡洋艦）
  - ティベ（本編未登場）、グラーフ・ツェッペリン
- ムサイ級最終型軽巡洋艦（宇宙巡洋艦）
  - ジークフリート101
  - ヴァルキューレ103
- ユーコン級攻撃型潜水艦（水中艦艇）
  - U-99

#### MS ERA 0001〜0080 ガンダム戦場写真集
ここでは、書籍『MS ERA 0001〜0080 ガンダム戦場写真集』の登場兵器を挙げる。
名称に「改」の付く機体があるが、あくまでリファイン版としての便宜上の名称であり、別のバリエーション機という訳ではない。
ジオン公国軍
- ジオニック社製戦車
- ドップ改（大気圏内用戦闘機）
- ユーコン級攻撃型潜水艦（水中艦艇）
  - U-707
- ルッグン改（大気圏内用偵察機）
- ジムコマンド鹵獲機仕様

木星船団
- ヘリウム輸送艦（宇宙輸送艦）

#### TOP GUNDAM
ここでは、小説『TOP GUNDAM』の登場兵器を挙げる。
地球連邦軍
- グラーフ・ツェッペリン（水上ホバー空母）

### 機動戦士ガンダム 第08MS小隊
ここでは、OVA『機動戦士ガンダム 第08MS小隊』の登場兵器を挙げる（名称は当時の設定）。
地球連邦軍
- ガンペリー
- コア・イージー
- サラミス級巡洋艦（宇宙巡洋艦）
  - スコゥバレー（小説版）
- ビッグ・トレー級陸戦艇（陸上艦艇）
- ホバートラック
- ミデア
- 輸送艇
- 61式戦車

ジオン公国軍
- ガウ攻撃空母（大気圏内用空母）
- ザンジバル級機動巡洋艦 （宇宙・大気圏内用巡洋艦）
  - ケルゲレン
- 戦闘ヘリ
- ド・ダイII
- ドップ
- マゼラアタック
- ルッグン
- 輸送機

#### 機動戦士ガンダム第08MS小隊外伝 TRIVIAL OPERATION
ここでは、雑誌企画『機動戦士ガンダム第08MS小隊外伝 TRIVIAL OPERATION』の登場兵器を挙げる。
ジオン公国軍
- リノ（ユーコン級）

### 機動戦士ガンダム MS IGLOO
ここでは、OVA『機動戦士ガンダム MS IGLOO -1年戦争秘録-』および『機動戦士ガンダム MS IGLOO -黙示録0079-』、漫画『機動戦士ガンダム MS IGLOO 603』に登場する兵器を挙げる。
ジオン公国軍
- 試験支援艦
  - ヨーツンヘイム
  - ムスペルヘイム
- チベ級高速重巡洋艦
- ムサイ級軽巡洋艦
  - ケンプテン、シュレスヴィヒ、ノルトハウゼン
- パプア級宇宙輸送艦
- コムサイ
- HOTOL
- HLV
- ガウ級攻撃空母
- QCX-76A ヨルムンガンド（大型ビーム砲）
- QEX-04M エーギル
- YOP-04  バロール

地球連邦軍
- マゼラン級戦艦
- サラミス級巡洋艦
- 61式戦車
- コア・ブースターII インターセプトタイプ

#### 機動戦士ガンダム MS IGLOO2重力戦線
ここではOVA『機動戦士ガンダム MS IGLOO2重力戦線』に登場する兵器を挙げる。
地球連邦軍
- M61A5/TYPE-61 5+ 61式戦車5型
- M72 1/2tトラック ラコタ（高機動車両）
- M353A4 ブラッドハウンド（MS戦闘支援車両）
- 4 1/2t 6×6 カーゴトラック
- M-101A3 リジーナ（対MS重誘導弾）

ジオン公国軍
- HLV
- B.M.C. Z78/2（汎用中型オートバイ）
- PVN.3/2 サウロペルタ（軽機動車）
- PVN.4/3 ワッパ（機動浮遊機）
- PVN.44/1 ヴィーゼル（水陸両用装輪偵察警戒車）
- トラック（名称不明）
- ドップ
- ガウ級攻撃空母
- マゼラ・アタック
- マゼラ・アイン空挺戦車

### 機動戦士ガンダム0083 STARDUST MEMORY
ここでは、OVA『機動戦士ガンダム0083 STARDUST MEMORY』、漫画『機動戦士ガンダム0083 REBELLION』の登場兵器を挙げる。
地球連邦軍
- C-88 ミデア後期型（大気圏内用輸送機）
- コロンブス改級補給艦（宇宙輸送艦）
  - エッジ、ソーラ・システムII用コントロール宇宙船
- サラミス改級巡洋艦
  - サウスダコタ
  - ソルトレイクシチー
  - ナッシュビル
  - フィラデルフィア
  - マダガスカル
  - マドラス
  - マラカイボ
  - モンテレー
  - ユイリン
  - ローレンスビル
- ソーラ・システムII（宇宙用大量破壊兵器）
- バーミンガム級戦艦
  - バーミンガム
- マゼラン改級戦艦（宇宙戦艦）
  - ツーロン
- ペガサス級強襲揚陸艦（宇宙・大気圏内用空母）
  - LMSD-76 グレイファントム（あるいはSCVA-73 トロイホース）
  - SCVA-74 (MSC-06) スタリオン
  - MSC-07 (LMSD-78) アルビオン
- コア・ファイターII
  - コア・ファイターII（Fb）
- GファイターII （漫画『0083 REBELLION』のみ）

アナハイム・エレクトロニクス
- ラビアンローズ級ドック艦（宇宙工作艦）
  - ラビアンローズ

ティターンズ
- アレキサンドリア級巡洋艦
  - アル・ギザ
  - オルデロ （漫画『0083 REBELLION』のみ）

ジオン公国軍
- ドロス級超大型宇宙母艦（宇宙空母）
  - DOL-X01 ドロワ

ジオン公国軍残党（デラーズ・フリート、シーマ艦隊含む）
- グワジン級大型戦艦（宇宙戦艦）
  - グワデン
- ザンジバルII級機動巡洋艦（宇宙・大気圏内用巡洋艦）
  - CCM-87 リリー・マルレーン
  - ザンジバルII（本編未登場）
- ムサイ級後期型軽巡洋艦（宇宙巡洋艦）
  - ニーベルング
  - ペールギュント
- コムサイII
- パゾク級輸送艦（宇宙輸送艦）
- パプア級補給艦（宇宙輸送艦）
- HLV
- ユーコン級攻撃型潜水艦（水中艦艇）
  - U-801

ジオン公国軍残党（アクシズ先遣艦隊)
- グワンバン級大型戦艦（宇宙戦艦）
  - グワンザン
- ムサイ級後期型軽巡洋艦
- パゾク級輸送艦（宇宙輸送艦）
- パプア級補給艦（宇宙輸送艦）

### 機動戦士Ζガンダム
ここでは、テレビアニメおよびアニメーション映画『機動戦士Ζガンダム』の登場兵器を挙げる。
エゥーゴ
- FXA-05D Gディフェンサー（モビルスーツ支援用宇宙・大気圏内用特殊戦闘機）
  - RX-178+FXA-05D Gフライヤー
  - コックピットブロック（コア・ファイター）
- MSZ-006 ウェイブライダー
- アーガマ級機動巡洋艦（宇宙・大気圏内用巡洋艦）
  - アーガマ
- アイリッシュ級戦艦（宇宙戦艦）
  - アイリッシュ、ラーディッシュ
- 大型宇宙輸送艦
- サラミス改級巡洋艦（宇宙巡洋艦）
  - サチワヌ、シチリア、シブヤン、スルガ、モンブラン、ルネ（小説版）
- シャクルズ（サブフライトシステム）
- ド・ダイ改（サブフライトシステム）
- フライングアーマー（ウェイブライダー兼サブフライトシステム）
- メガバズーカランチャー（モビルスーツ支援用大型ビーム砲）

カラバ
- ガルダ級超大型空中輸送機
  - アウドムラ

アナハイム・エレクトロニクス社
- ラビアンローズ級ドック艦（宇宙工作艦）
  - ラビアンローズ

ティターンズ
- FF-S3 セイバーフィッシュ
- FF-6 TINコッド
- G3ガス（毒ガス）
- アレキサンドリア級重巡洋艦（宇宙巡洋艦）
  - アレキサンドリア、ハリオ
- ガルダ級超大型空中輸送機
  - メロゥド
- ゲター（サブフライトシステム）
- コロニーレーザー（宇宙用大量破壊兵器）
- サラミス改級巡洋艦（宇宙巡洋艦）
  - サチワヌ、ブルネイ
- ゼダンの門（宇宙要塞）
- ドゴス・ギア級戦艦（宇宙戦艦）
  - ドゴス・ギア
- ベースジャバー（サブフライトシステム）
- ムサイ改級軽巡洋艦（宇宙巡洋艦）
  - トレネ（小説版）、ブタイ（小説版）
- ロンバルディア級戦艦（宇宙戦艦）
  - ロンバルディア
- メガ・ランチャー

ティターンズ（ジュピトリス）
- ジュピトリス級超大型輸送艦（宇宙輸送艦）
  - ジュピトリス

地球連邦軍
- サラミス改級巡洋艦（宇宙巡洋艦）
  - ボスニア
- ガルダ級超大型空中輸送機
  - スードリ
- マゼラン改級戦艦（宇宙戦艦）
  - ノースカロライナ（フィルムコミック）
- ルナツー（宇宙要塞）

ジオン共和国
- チベ改級重巡洋艦（宇宙巡洋艦）
- ムサイ改級軽巡洋艦（宇宙巡洋艦）

ジオン公国軍残党（ アクシズ)
- アクシズ（宇宙要塞）
- エンドラ級軽巡洋艦（宇宙・大気圏内用巡洋艦）
- グワダン級超大型戦艦（宇宙・大気圏内用戦艦）
  - グワダン
- グワンバン級大型戦艦（宇宙戦艦）
  - グワンバン

#### 機動戦士Ζガンダム ジェリド出撃命令
ここでは、ゲームブック『機動戦士Ζガンダム ジェリド出撃命令』の登場兵器を挙げる。
ティターンズ
- グラーフ・ツェッペリン（水上ホバー空母）
- シャルンホルスト（水上砲艦）

#### モデルグラフィックス/ガンダムウォーズ
ここでは、雑誌『モデルグラフィックス』の登場兵器を挙げる。
地球連邦軍
- サラミス級巡洋艦（宇宙巡洋艦）
  - カムランベイ、ジョホール、ツシマ

アクシズ（ネオ・ジオン）
- エムデン（宇宙船）

#### ガンダム・センチネル
ここでは、雑誌企画『ガンダム・センチネル』の登場兵器を挙げる。
地球連邦軍
- FF-08GB (FXA-08GB) Gコア（宇宙・大気圏内用特殊戦闘機）
  - FF-08GB (FXA-08GB) コア・ブースター（本編未登場）
- FF-08WR ワイバーン（ウエーブライダー）
  - X-08WR ミスルトゥ（ウエーブライダー、本編未登場）
  - FE-08WR クインビー（ウエーブライダー、本編未登場）
  - FF-S4 ダガーフィッシュ（宇宙戦闘機、本編未登場）
- MSA-0011 Gクルーザー
  - Gアタッカー
  - Gボマー
- アーガマ級機動巡洋艦（宇宙・大気圏内用巡洋艦）
  - CVW-07 ペガサスIII
- コロンブス級補給艦（宇宙輸送艦）
- サラミス級巡洋艦（宇宙巡洋艦）
  - マリアナ（ガンダム・センチネル0079）
- サラミス改級巡洋艦（宇宙巡洋艦）
  - アストリア
  - アトランタ
  - エクゼター
  - カンバーランド
  - キャンベラ
  - サセックス
  - シェフィールド
  - スティキスホルム
  - ストラスブール
  - タカオ
  - トリエステ
  - プリンツ・オイゲン
  - ポートランド
  - モガミ
  - ユリシーズ
  - ヨーク
  - レパルス
  - ロングビーチ
- マゼラン改級戦艦（宇宙戦艦）
  - シャルンホルスト、ナガト
- マゼラン改級改戦艦（宇宙戦艦）
  - マレンゴ

ニューディサイズ
- コロンブス級補給艦（宇宙輸送艦）
- コロンブス改級強襲揚陸艦（宇宙空母）
  - イオージマ、イワン・ロゴフ
- サラミス改級巡洋艦（宇宙巡洋艦）
  - アオバ
  - ヴォルゴグラード
  - カシマ
  - ストックホルム
  - ダナン
  - ダンケルク
  - ドルトムント
  - トレント
  - パサデナ
  - パナマII
  - ブラジリア
  - レボリューション
- ペズン（宇宙要塞）
- ムサイ級軽巡洋艦（宇宙巡洋艦）
  - ブレイブ
- マゼラン級戦艦（宇宙戦艦）
  - キリマンジャロ、フッド
- マゼラン改級戦艦（宇宙戦艦）
  - ブルラン

ジオン公国軍残党（アクシズ)
- グワダン級超大型戦艦（宇宙・大気圏内用戦艦）
  - グワレイ
- ムサイ級軽巡洋艦（宇宙巡洋艦）

#### TYRANT SWORD Of NEOFALIA
ここでは、雑誌企画『TYRANT SWORD Of NEOFALIA』の登場兵器を挙げる。
アナハイム・エレクトロニクス社
- スピノソア

地球連邦軍
- サラミス級巡洋艦（宇宙巡洋艦）
  - ピルケニア

木星師団（ジュピターズ）
- ジュピトリス級超大型輸送艦（宇宙輸送艦）
  - ジュピトリス
- ロンバルディア級巡洋艦（宇宙巡洋艦）

#### 機動戦士ガンダム C.D.A. 若き彗星の肖像
ここでは、漫画『機動戦士ガンダム C.D.A. 若き彗星の肖像』の登場兵器を挙げる。
地球連邦軍
- サラミス級巡洋艦（宇宙巡洋艦）
  - ハンプトン、デスピナ、シャンハイ
- マゼラン級戦艦（宇宙戦艦）
  - ナイアッド、ジュリエット
- ペガサス級強襲揚陸艦（宇宙・大気圏内用空母） 
  - ホワイトベースII

ティターンズ
- マゼラン級戦艦（宇宙戦艦）
  - リズモア

アクシズ
- グワジン級大型戦艦（宇宙戦艦）
  - グワザン
- ザンジバル級機動巡洋艦（宇宙・大気圏内用巡洋艦）
  - インゴルシュタット
- ムサイ級軽巡洋艦（宇宙巡洋艦）
  - キンメル
- ムサイ級最終型軽巡洋艦（宇宙巡洋艦）
  - ヴィムメル、ケルメル、ウーメル

#### 機動戦士ガンダム エコール・デュ・シエル
ここでは、漫画『機動戦士ガンダム エコール・デュ・シエル』の登場兵器を挙げる。
地球連邦軍
- アンティータム級補助空母（宇宙空母）
  - エリクソン、バレンタイン
- サラミス改級巡洋艦（宇宙巡洋艦）

ティターンズ
- アレキサンドリア級重巡洋艦（宇宙巡洋艦）
  - ベオグラード
- サラミス改級巡洋艦（宇宙巡洋艦）

マリー一派
- パゾク級輸送艦（宇宙輸送艦）

エゥーゴ
- アイリッシュ級戦艦（宇宙戦艦）
  - ツバイカウ、ザンクト・ガレン

#### ADVANCE OF Ζ ティターンズの旗のもとに
ここでは、雑誌企画『ADVANCE OF Ζ ティターンズの旗のもとに』の登場兵器を挙げる。
ティターンズ・テスト・チーム
- FF-X29A Gパーツ［フルドド］
- MP-X86 緊急脱出ポッド［プリムローズ］
- FF-X39A フルドドII
- アレキサンドリア級重巡洋艦（宇宙巡洋艦）
  - アスワン
- サラミス改級巡洋艦（宇宙巡洋艦）
  - イズミール

旧ジオン公国軍残党
- ザンジバル級機動巡洋艦（宇宙・大気圏内用巡洋艦）

エゥーゴ
- ラビアンローズ級ドック艦（宇宙工作艦）
  - ロサ・ギガンティア
- ザンジバル級

### 機動戦士ガンダムΖΖ
ここでは、テレビアニメ『機動戦士ガンダムΖΖ』の登場兵器を挙げる。
エゥーゴ
- FXA-07GB コア・ファイター（ネオ・コアファイター）
- FXA-08R メガライダー（モビルスーツ支援用宇宙・大気圏内用艦艇）
- MSZ-006 ウェイブライダー
- MSZ-010 Gフォートレス
  - コア・トップ
  - コア・ベース
- アーガマ級機動巡洋艦（宇宙・大気圏内用巡洋艦）
  - アーガマ
- ネェル・アーガマ級機動戦艦（宇宙・大気圏内用戦艦）
  - ネェル・アーガマ
- サラミス改級巡洋艦（宇宙巡洋艦）

アナハイム・エレクトロニクス社
- ラビアンローズ級ドック艦（宇宙工作艦）
  - ラビアンローズ

カラバ
- ガルダ級超大型空中輸送機
  - アウドムラ

ネオ・ジオン
- アクシズ（宇宙要塞）
- エンドラ級軽巡洋艦（宇宙・大気圏内用巡洋艦）
  - エンドラ
  - エンドラII
  - サンドラ
  - ミンドラ
- グワンバン級戦艦（宇宙戦艦）
  - グワンバン
- サダラーン級機動戦艦（宇宙・大気圏内用戦艦）
  - サダラーン
- ガルダ級超大型空中輸送機
  - メロゥド

アフリカ解放戦線・青の部隊
- ザク・タンカー（浮上車両）

木星船団
- ジュピトリス級超大型輸送艦（宇宙輸送艦）
  - ジュピトリスII

#### 機動戦士ガンダムΖΖ（ゲームブック）
ここでは、ゲームブック『機動戦士ガンダムΖΖ』の登場兵器を挙げる。
ネオ・ジオン
- サダラーン級機動戦艦（宇宙・大気圏内用戦艦）
  - サザダーン

#### ジ・アニメ
ここでは、雑誌『ジ・アニメ』の登場兵器を挙げる。
ネオ・ジオン
- エンドラ級軽巡洋艦（宇宙・大気圏内用巡洋艦）
  - ランドラ

#### ダブルフェイク アンダー・ザ・ガンダム
ここでは、漫画『ダブルフェイク アンダー・ザ・ガンダム』の登場兵器を挙げる。
モノトーン・マウス社
- サラミス級巡洋艦（宇宙巡洋艦）
  - アラハスII
- モトリー

地球連邦軍
- サラミス級巡洋艦（宇宙巡洋艦）
  - アラハス、アルテミス、エスメラルダ

カラード
- ムサイ級軽巡洋艦（宇宙巡洋艦）
  - メドガーエバース

ネオ・ジオン
- レウルーラ級大型戦艦（宇宙戦艦）
  - レウルーラ

#### 機動戦士VS伝説巨神 逆襲のギガンティス
ここでは、漫画『機動戦士VS伝説巨神 逆襲のギガンティス』の登場兵器を挙げる。
地球連邦軍
- MSZ-009M Gソニック（Aメカ）
  - Gアタッカー（Bメカ）
- ジュピトリス級超大型輸送艦（宇宙輸送艦）

ネオ・ジオン
- ムサイ級巡洋艦（宇宙巡洋艦）
- エンドラ級軽巡洋艦（宇宙・大気圏内用巡洋艦）

#### 機動戦士ガンダムΖΖ外伝 ジオンの幻陽
ここでは、漫画『機動戦士ガンダムΖΖ外伝 ジオンの幻陽』の登場兵器を挙げる。
ネオ・ジオン
- エンドラ級軽巡洋艦（宇宙・大気圏内用巡洋艦） 
  - インドラ、パンドラ、シンドラ

エゥーゴ
- アイリッシュ級戦艦（宇宙戦艦）
  - マスタッシュ

### 機動戦士ガンダム 逆襲のシャア
ここでは、アニメーション映画『機動戦士ガンダム 逆襲のシャア』の登場兵器を挙げる。
地球連邦軍（ロンド・ベル）
- 5thルナ（宇宙要塞）
- クラップ級軽巡洋艦（宇宙巡洋艦）
  - クラップ、ラー・エルム、ラー・キェム（ラー・ギエム、ラー・ケイム）、ラー・ザイム（ラー・カイム）、ラー・チャター
- 89式ベースジャバー（サブフライトシステム）
- ラー・カイラム級戦艦（宇宙戦艦）
  - ラー・カイラム

地球連邦軍
- サラミス改級巡洋艦（宇宙巡洋艦）
- ルナツー（宇宙要塞）

ネオ・ジオン (新生ネオ・ジオン)
- アクシズ（宇宙要塞）
- シャクルズ（サブフライトシステム）
- ムサカ級（M級）軽巡洋艦（宇宙巡洋艦）
  - ムサカ、ムサック
- レウルーラ級大型戦艦（宇宙戦艦）
  - レウルーラ

#### 機動戦士ガンダム ハイ・ストリーマー
ここでは、小説「機動戦士ガンダム ハイ・ストリーマー」にのみ登場した兵器を挙げる。
地球連邦軍（ロンド・ベル）
- ラー・ザイム
- ベースジャバーRS5

#### ガイア・ギア
ここでは、小説『ガイア・ギア』の登場兵器を挙げる。登場兵器に関してはガイア・ギアの登場兵器を参照。
メタトロン（ズィー・ジオン・オーガニゼーション）
- 31の2乗（マザー・メタトロン）
- ヴァルキュリャ
- エア・フォース
  - エア・フォース1、エア・フォース2、エア・フォース3
- スパシアス号
- マリオン・スラグ

地球連邦軍（マハ）
- クエゼリン級巡洋艦
- コイターペイ級母艦
  - コイターペイ、コイリュー
- ビューシング・ナッグ
- マハ・ゲイジス級巡洋戦艦

#### 機動戦士ガンダム 閃光のハサウェイ
ここでは、小説『機動戦士ガンダム 閃光のハサウェイ』の登場兵器を挙げる。
マフティー・ナビーユ・エリン
- ヴァリアント
- シーラック
- ギャルセゾン

地球連邦軍
- ケッサリア

#### 機動戦士ガンダム アドバンスドオペレーション/リターン・オブ・ジオン
ここでは、コンピュータゲーム『機動戦士ガンダム アドバンスドオペレーション』、『機動戦士ガンダム リターン・オブ・ジオン』の登場兵器を挙げる。
ネオ・ジオン
- エンドラ級軽巡洋艦（宇宙・大気圏内用巡洋艦）
  - ケルベロス
- ザンジバル級機動巡洋艦（宇宙・大気圏内用巡洋艦）
  - ケルベロス（2代目）、テンペスト、バンパイア

地球連邦軍
- ペガサス級強襲揚陸艦（宇宙・大気圏内用空母）
  - イルニード、セントール

#### 機動戦士ガンダム シャアの帰還
ここでは、ゲームブック『機動戦士ガンダム シャアの帰還』の登場兵器を挙げる。
ネオ・ジオン (新生ネオ・ジオン)
- グワダン級超大型戦艦（宇宙・大気圏内用戦艦）
  - イン・エクセス

#### 機動戦士ガンダム ムーンクライシス
ここでは、漫画『機動戦士ガンダム ムーンクライシス』の登場兵器を挙げる。
地球連邦軍
- ベクトラ級戦闘空母（宇宙空母）
  - ベクトラ
- ラー・カイラム級戦艦（宇宙戦艦）
  - ラー・カイラム

ネオ・ジオン/ヌーベルエゥーゴ共同軍
- アウーラ
- レウルーラ級大型戦艦（宇宙戦艦）
  - レウルーラ

#### 機動戦士ガンダム MSV-R ジョニー・ライデンの帰還
ここには、漫画『機動戦士ガンダム MSV-R ジョニー・ライデンの帰還』の登場兵器を挙げる。
地球連邦軍
- Gファイター強襲揚陸型
- ガルダ級超大型輸送機
- 強襲型ガンペリー
- ベースジャバー （サブフライトシステム）
- ペガサス級強襲揚陸艦
  - ブランリヴァル

FFS (Federation Survey Service)
- アーガマ級強襲巡洋艦
  - ニカーヤ

ネオ・ジオン (新生ネオ・ジオン)
- エンドラ級軽巡洋艦
  - ミランドラ
- チベ級ティベ型重巡洋艦。
  - ティカル
- ムサカ級軽巡洋艦
- ムサイ級軽巡洋艦

### 機動戦士ガンダムUC
ここでは、小説およびOVA『機動戦士ガンダムUC』の登場兵器を挙げる。
地球連邦軍
- サラミス級宇宙警備艇
- ネェル・アーガマ級強襲揚陸艦（宇宙空母） 
  - ネェル・アーガマ
- ラー・カイラム級戦艦（宇宙・大気圏内用戦艦）
  - ラー・カイラム
- クラップ級軽巡洋艦（宇宙巡洋艦）
  - キャロット
  - テネンバウム
- ドゴス・ギア級戦艦（宇宙戦艦）
  - ゼネラル・レビル
- コロンブス級補給艦（宇宙補給艦）
  - アラスカ
- アイリッシュ級戦艦
- ジュノー級潜水艦
  - ボーンフィッシュ
- ベースジャバー（サブフライトシステム）
- 89式ベースジャバー（サブフライトシステム）
- 94式ベースジャバー（サブフライトシステム）
- エルキャック（エアクッション型揚陸艇）
- TINコッドII
- ミデア（大気圏内輸送機）
- ガルダ級大型輸送機
  - ガルダ
- ヒマラヤ級対潜空母
- アーレイバーク級イージス艦（艦名不明）
- FF-S3DF セイバーフィッシュ
- 対MS重誘導弾 M-101A3 リジーナ

ネオ・ジオン残党軍 (「袖付き」)
- ガランシェール級 (航宙貨物船)
  - ガランシェール
- レウルーラ級大型戦艦（宇宙戦艦）
  - レウルーラ
- エンドラ級軽巡洋艦
- ムサカ級軽巡洋艦
  - ガロム
  - グスコー
  - シャルネ
- ムサイ級軽巡洋艦
- シャクルズ（サブフライトシステム）

ジオン残党軍
- ルッグン
- グレイファントム型ペガサス級強襲揚陸艦（ジオン兵の隠れ拠点の一つとして登場）
- ファット・アンクル
  - ファット・アンクル改
- ベースジャバー（サブフライトシステム）
- ドダイ改（サブフライトシステム）
- ドダイYS（サブフライトシステム）
- ドダイII（サブフライトシステム）

ジオン共和国軍
- チベ級練習艦
- ムサイ改級軽巡洋艦 
  - ビフレスト
  - グルトップ
  - ドローミ

#### 機動戦士ガンダムNT
ここでは、アニメーション映画『機動戦士ガンダムNT』の登場兵器を挙げる。
地球連邦軍
- クラップ級軽巡洋艦（宇宙巡洋艦）
  - ダマスカス
- ドゴス・ギア級戦艦（宇宙戦艦）
  - ゼネラル・レビル
- 89式ベースジャバー（サブフライトシステム）

ルオ商会
- ローズバット (輸送船)

ジオン共和国軍
- チベ級宇宙重巡洋艦
  - グルトップ

ミネバ一派
- ガランシェール級 (航宙貨物船)
  - ガランシェールJr.

### 機動戦士ガンダムF91
ここでは、アニメーション映画『機動戦士ガンダムF91』の登場兵器を挙げる。
地球連邦軍
- スペース・アーク（練習艦）
- ラー・カイラム級戦艦（宇宙戦艦）
  - ラー・グスタ
- サラミス改級巡洋艦（宇宙巡洋艦）

クロスボーン・バンガード
- ザムス・ガル級戦艦（宇宙戦艦）
- ザムス・ギリ級戦艦（宇宙戦艦）
- ザムス・ジェス級巡洋艦（宇宙巡洋艦）
- ザムス・ナーダ級駆逐艦（宇宙駆逐艦）

#### 機動戦士ガンダムF90
ここでは、プラモデル企画『機動戦士ガンダムF90』の登場兵器を挙げる。
地球連邦軍
- L-233系掃海艇（宇宙艇）
  - アーレイバーグ、トレッド
- アイリッシュ級巡洋艦（宇宙巡洋艦）
  - コングラチュレーション
  - セント・アイヴス
- 降下船（大気圏突入カプセル）
- ジュピトリス超大型輸送艦（宇宙輸送艦）
  - コバヤシ丸
- 随行補給機（宇宙艇）
- ソルマック級惑星雷撃艦（宇宙艇）
- ラー・カイラム級戦艦（宇宙戦艦）
  - アドミラル・ティアンム
- 等級不明
  - ミッテラン（宇宙駆逐艦）

#### 機動戦士ガンダムF91 フォーミュラー戦記0122
ここでは、コンピュータゲーム『機動戦士ガンダムF91 フォーミュラー戦記0122』の登場兵器を挙げる。
地球連邦軍
- ラー・カイラム級戦艦（宇宙戦艦）
  - エイブラム
- ガルダ級
  - ガーウィッシュ

オールズモビル
- RFムサイ級軽巡洋艦（宇宙巡洋艦）

#### 機動戦士ガンダム シルエットフォーミュラ91
ここでは、プラモデル企画『機動戦士ガンダム シルエットフォーミュラ91』の登場兵器を挙げる。
アナハイム・エレトロニクス社
- スペース・アーク級巡洋艦（宇宙巡洋艦）
  - ブレイウッド（モビルスーツ試験艦）

地球連邦軍
- ラー・カイラム級戦艦（宇宙戦艦）
  - エイジャックス

サナリィ
- コア・ファイター（クラスターガンダム）
  - コア・ブースター
  - 試製トップファイター（本編未登場）

#### 機動戦士クロスボーン・ガンダム
ここでは、漫画『機動戦士クロスボーン・ガンダム』シリーズの登場兵器を挙げる。
クロスボーン・バンガード
- コア・ファイター（クロスボーン・ガンダムX1）
- コア・ファイター（クロスボーン・ガンダムX2）
- コア・ファイター（クロスボーン・ガンダムX3）
- バビロニア・バンガード級戦艦（宇宙戦艦）
  - マザー・バンガード（バビロニア・バンガード）
- リトルグレイ（宇宙補給艦）

ロナ家
- バビロニア・バンガード級戦艦（宇宙戦艦）
  - エオス・ニュクス（マザー・バンガード級戦艦2番艦）

地球連邦軍
- ラー・カイラム級戦艦（宇宙戦艦）
  - ラー・グスタ

木星帝国
- アクシリオ（モビルスーツ支援用宇宙艦艇）
- コア・ファイター（クロスボーン・ガンダムX2）
- サウザンス・ジュピター級超大型輸送艦（宇宙輸送艦）
  - サウザンス・ジュピター、ジュピトリス9
- ジビア (モビルシップ)
- カマローニ (戦闘艦)
- スマシオン（地球木星間航行船）
- ソステード（モビルスーツ支援用宇宙艦艇）

木星共和国
- ビッグ・イベンター（サーカスの母艦）

蛇の足（セルビエンテ・タコーン）
- 林檎の花（マンサーナ・フロール）（運用実験艦）
- レクイエム（カマローニ級戦闘艦）

無敵運送
- エスカル

賛美歌の国
- ケルベロス（マザー・バンガード級戦艦3番艦）

フロンティアIV
- アンサリード

### 機動戦士Vガンダム
ここでは、テレビアニメ『機動戦士Vガンダム』の登場兵器を挙げる。
リガ・ミリティア
- CS-H926 セッター（サブフライトシステム）
- アイネイアース
- コア・ファイター（Vガンダム、Vダッシュガンダム、Vガンダムヘキサ）
  - トップ・ファイター（Vガンダム、Vダッシュガンダム、Vガンダムヘキサ）
  - ボトム・ファイター（Vガンダム、Vダッシュガンダム、Vガンダムヘキサ）
- コア・ファイター（セカンドVガンダム、小説版のみ）
  - トップ・ファイター（セカンドVガンダム、小説版のみ）
  - ボトム・ファイター（セカンドVガンダム、小説版のみ）
- コア・ファイター（V2ガンダム）
  - トップ・ファイター（V2ガンダム）
  - ボトム・ファイター（V2ガンダム）
- カミオン
- コア・ファイターキャリア
- シノーペ級哨戒艇（宇宙艇）
  - 魚の骨
- スペースアーク級巡洋艦（宇宙巡洋艦）
  - リーンホース
- ホワイトアーク
- リーンホースJr.

地球連邦軍
- アレキサンドリア級重巡洋艦（宇宙巡洋艦）
  - ガウンランド
- ラー・カイラム級戦艦（宇宙戦艦）
  - ジャンヌ・ダルク
- ラビアンローズ級ドック艦（宇宙工作艦）
  - ラビアンローズIV
- セッター
- 高速艇（水上艇）

ザンスカール帝国（ベスパ、イエロージャケット）
- アインラッド
  - ツインラッド
- アドラステア級戦艦（宇宙・陸上戦艦）
  - アドラステア、ラステオ
- アマルテア級戦艦（宇宙戦艦）
  - アマルテア、シュバッテン
- エンジェル・ハイロゥ（巨大サイコミュ兵器）
- オーバーヘッドホーク
- カイラスギリー（宇宙要塞）
- カリスト級巡洋艦（宇宙巡洋艦）
- シノーペ級哨戒艇（宇宙艇）
- スクイード級戦艦（宇宙戦艦）
  - スクイードI、スクイードII（ダルマシアン）
- 戦斗バイク（甲タイプ）
  - 戦斗バイク（乙タイプ）
- メリリン（ドック艦）
- リシテア級巡洋艦（宇宙・陸上巡洋艦）
  - エム、リシテア
- ココロム

#### 機動戦士Vガンダム外伝
ここでは、漫画『機動戦士Vガンダム外伝』の登場兵器を挙げる。
木星船団
- コア・ファイター（Vダッシュガンダム）
  - トップ・ファイター（Vダッシュガンダム）
  - ボトム・ファイター（Vダッシュガンダム）
- コア・ファイター（V2ガンダム）
  - トップ・ファイター（V2ガンダム）
  - ボトム・ファイター（V2ガンダム）
- ジュピトリス級超大型輸送艦（宇宙輸送艦）
  - ハインライン
- ダンディ・ライオン（世代宇宙船）

ザンスカール帝国（ベスパ・特務部隊）
- アマルテア級戦艦（宇宙戦艦）

### G-SAVIOUR
ここでは、特撮テレビ映画『G-SAVIOUR』の登場兵器を挙げる。
- スピンドリフト号

イルミナーティ
- ニンバス

セツルメント国家議会軍
- モビルスーツ母艦
- ユリシス（宇宙駆逐艦）

#### G-SAVIOUR（ゲーム）
ここでは、コンピュータゲーム『G-SAVIOUR』の登場兵器を挙げる。
イルミナーティ
- ライトニング（強襲揚陸艦）

セツルメント国家議会軍
- グレムリーシープ（MS母艦）
- 浮遊機雷

### リング・オブ・ガンダム
ここでは、短編アニメーション『リング・オブ・ガンダム』の登場兵器を挙げる。
地球連邦軍
タツノオトシゴ艦

## 機動武闘伝Gガンダム
ここでは、テレビアニメ『機動武闘伝Gガンダム』の登場兵器を挙げる。
ネオジャパン
- ウルベ旗艦（宇宙戦艦）
- ウルベ護衛艦（宇宙戦艦）
- ネオジャパン宇宙戦艦
  - 旗艦
  - 護衛艦
- コア・ランダー
- ネオジャパン輸送船
- 反重力エア・プレーン
- 浮上バイク
- ブッドキャリアー（大気圏突入カプセル）

ネオアメリカ
- コア・ランダー
- ゴージャスター（水上船舶型運用母船）
- 自由の女神砲（高出力ビーム砲）

ネオロシア
- コア・ランダー
- ゴルビー（大型輸送機）
- ゴルビーII（大型輸送機）
- 無人偵察機

ネオデンマーク
- ホセフィーナ（宇宙母艦）

ネオフランス
- ダモクレス（飛行船）

ネオホンコン
- 反重力エア・プレーン
- ヘリコプター
- 救護機（航空機）

黒龍団
- ドラゴンメカ（エア・バイク）

宇宙海賊
- 宇宙海賊船（宇宙船艇）

連合警察
- 宇宙警備艇

## 『新機動戦記ガンダムW』シリーズ
ここでは、アフターコロニーを世界観とする舞台に登場する兵器を挙げる。

### 新機動戦記ガンダムW
ここでは、テレビアニメ『新機動戦記ガンダムW』の登場兵器を挙げる。
コロニー側反連合/ガンダムパイロット
- 宇宙高速戦闘艦
- クレーン船
- 大気圏突入機
  - 大気圏突入カプセル
  - 大気圏突入シャトル
- 脱出用スペースランチ
- ピースミリオン級宇宙戦艦
  - ピースミリオン

OZ（旧スペシャルズ）
- 宇宙高速戦闘指揮艦
- HLV
- 艦隊指揮艦
- 軍用装甲車
- 軍用有線ミサイル車
- ジェット輸送機
- スーパーソニックトランスポーター
- 潜水モビルスーツ母艦
- 装甲車（兵員輸送車）
- 双胴型戦闘モビルスーツ母艦
- 大気圏突入艦
- 対空ミサイル
- 偵察機
- トーラス・クルーザー（トーラス・キャリアー）
- 特殊輸送艇
- ドック型輸送揚陸艦
- バルジ（宇宙要塞）
  - バルジ改（宇宙要塞）
- ビルゴ輸送艇
- マンモス・エキスプレス
- ミサイル衛星
- ミサイル装甲車
- モビルスーツキャリアー
- リーオー宇宙母艦
- リーオー輸送用ヘリ
- 各種シャトル

地球圏統一連合軍
- 宇宙機雷
- 宇宙船
- 宇宙母艦
- 空母
- 攻撃ヘリ
- ジープ
- ジェット輸送機
- 主力戦車
- 主力戦闘機
- 対深海用魚雷
- 大陸間弾道弾
- 多連装ロケット車輌
- ノベンタ砲
- ビーム砲台
- 飛行船
- 輸送ヘリコプター

ホワイトファング
- 宇宙高速戦闘指揮艦
- ピースミリオン級宇宙戦艦
  - リーブラ
- ビルゴ輸送艇
- トーラス・クルーザー（トーラス・キャリアー）

その他
- ウイングガンダム打ち上げ用ブースター
- 高速飛行機
- 突撃艇
- 荷物用スペース・シャトル
  - 輸送用スペース・シャトル
- プリベンターのシャトル

#### 新機動戦記ガンダムW デュアルストーリー G-UNIT
ここでは、プラモデル企画『新機動戦記ガンダムW デュアルストーリー G-UNIT』の登場兵器を挙げる。
OZプライズ
- グランシャリオ

#### 新機動戦記ガンダムW Frozen Teardrop
ここでは、小説作品『新機動戦記ガンダムW Frozen Teardrop』の登場兵器を挙げる。
連合宇宙軍
- サジタリウス、ケンタウルス

## 『機動新世紀ガンダムX』シリーズ
ここでは、アフターウォーを世界観とする舞台に登場する兵器を挙げる。

### 機動新世紀ガンダムX
ここでは、テレビアニメ『機動新世紀ガンダムX』の登場兵器を挙げる。
フリーデン
- アルプス級陸上戦艦（ホバーキャリア）
  - フリーデン
- フリーデンII（宇宙巡洋艦）

サテリコン
- ヴァローナ（宇宙巡洋艦）
- Gファルコン（モビルスーツ支援用宇宙・大気圏内用特殊戦闘機）

北米反新連邦組織
- フォートセバーン（大型輸送機）

政府再建委員会 / 新地球連邦軍
- アオヤギ級宇宙戦艦
- アマネセル（宇宙戦艦：新連邦宇宙艦隊旗艦）
- 超大型輸送機（全翼型大気圏内用輸送機）
- ドリテア（水上艦艇）
- ドリテア護衛艦（水上艦艇）
- バルトーク級宇宙巡洋艦
- シャトル（大気圏往還機）
- バンダール級陸上戦艦（移動要塞）
  - バンダールII世
- テンザン級陸上戦艦（ホバーキャリア）
- ベルコモ輸送船（水上艦艇）
- 軽装甲車
- 戦闘装甲車
- 新連邦政府専用特別機
- 新連邦軍空爆機（爆撃機）
- 高速艇（水上艇）

旧地球連邦軍
- アルプス級陸上戦艦（ホバーキャリア）
- アンデス級陸上戦艦（ホバーキャリア、本編未登場）
- エムデン級水陸両用陸上戦艦（水陸両用艦艇、本編未登場）
- ガラシア級水陸両用陸上戦艦（水陸両用艦艇、本編未登場）
- チャレンジャー級水陸両用陸上戦艦（水陸両用艦艇、本編未登場）
- テンザン級陸上戦艦（ホバーキャリア）
- トリエステ級水陸両用艦（水陸両用艦艇）
- ピチアス級水陸両用陸上戦艦（水陸両用艦艇、本編未登場）
- ヒマラヤ級陸上戦艦（ホバーキャリア、本編未登場）
- ピレネー級陸上戦艦（ホバーキャリア）
- ロッキー級陸上戦艦（ホバーキャリア）
- Lシステム（試作型電子機器妨害装置）

宇宙革命軍
- アストラーザ級宇宙巡洋艦
  - パテオ
- ガーベラ（宇宙戦艦：宇宙革命軍艦隊旗艦）
- キグナス（小型宇宙偵察艦）
- 荷粒子反応弾（ニュークリアミサイル）
- コロニーレーザー（宇宙用大量破壊兵器）
- 革命軍装甲車
- 革命軍軽装甲車
- サイコミュ・ダクト（モビルアーマー・コントロール・システム）

エスタルド人民共和国
- ロッキー級陸上戦艦（ホバーキャリア）
- エスタルド輸送機
- エスタルド護衛機（戦闘機）
- MS用キャリアー（MS運搬用車両）

ガスタール民主共和国
- ガスタール民族軍戦車

バルチャー
- テンザン級陸上戦艦（ホバーキャリア）
  - グリーツ艦
- トリエステ級水陸両用陸上戦艦（水陸両用艦艇）
  - ザコット艦
- ピレネー級陸上戦艦（ホバーキャリア）
  - ローザ艦
- ロッキー級陸上戦艦（ホバーキャリア）
  - ロッソ艦
- MS用ドーリー（MS運搬用車両）

シーバルチャー（オルク）
- シーキャッスル指揮艦（水上艦艇）
- シーキャッスル戦闘輸送艦（水上艦艇）
- シーバルチャー艦（水上艦艇）
- ポリペイモス（水上艦艇）
- Dナビ（生体ソナー）

アルタネイディヴ社
- グランディーネ運搬用ヘリコプター

#### 機動新世紀ガンダムX外伝 ニュータイプ戦士ジャミル・ニート
ここでは、漫画『機動新世紀ガンダムX外伝 ニュータイプ戦士ジャミル・ニート』の登場兵器を挙げる。
地球連邦軍
- Gファルコン・デルタ（モビルスーツ支援用宇宙・大気圏内用特殊戦闘機）

## ∀ガンダム
ここでは、テレビアニメおよびアニメーション映画『∀ガンダム』の登場兵器を挙げる。
- ブルワン（空冷式複葉戦闘機）
- ヒップ・ヘビー（エンテ型複葉戦闘機）
- ロケット（液冷式複葉戦闘機）
- ゲズロックTP.003（グライダー）
- アスピーテ級宇宙戦艦
- アルマイヤー級宇宙戦艦
  - アルマイヤー、ホエールズ
- ウィルゲム級宇宙戦艦
- ギャロップ級陸戦艇
- ジャンダルム級宇宙戦艦
- ソレイユ級宇宙戦艦

## 『機動戦士ガンダムSEED』シリーズ
ここでは、コズミック・イラを世界観とする舞台に登場する兵器を列挙する。詳しくは各リンク先から参照のこと。
地球連合軍系
- マルセイユIII世級（輸送艦）
- ドレイク級（宇宙護衛艦）
  - ドレイク級モビルスーツ搭載型
    - ドレイク級リフレクターシールド装備型
- ネルソン級（宇宙戦艦）
  - ネルソン級モビルスーツ搭載型
- アガメムノン級（宇宙母艦）
  - アガメムノン級モビルスーツ搭載型
- アークエンジェル級（強襲機動特装艦）
- コーネリアス級（補給艦）
- スタージョン級（大型スペースシャトル）
- ガーティ・ルー級（特殊戦闘艦）
- デモイン級、アーカンソー級（水上イージス艦）
- タラワ級、スペングラー級（モビルスーツ搭載型強襲揚陸艦）
- フレーザ級（小型水上駆逐艦）
  - その他の駆逐艦（前時代の老朽艦）
- ダニロフ級、ベーレンベルク級、イサルコ級（設定不詳）
- 輸送型潜水艦
- 攻撃型潜水艦
- ハンニバル級（陸上戦艦）
- スピアヘッド（VTOL戦闘機）
- 対MS戦闘ヘリコプター
  - キングフィッシャー33SP（対潜戦闘ヘリ）
  - その他の戦闘ヘリ
- スカイグラスパー（VTOL戦闘機）
  - コスモグラスパー（宇宙戦闘機）
- 長距離哨戒機（AWACS）
- 大型輸送機
- VTOL輸送機
- 自走リニア榴弾砲
- ブルドック（ミサイル搭載トラック）
- リニアガン・タンク（戦車）
- 地対空75mmバルカン砲塔システム（トーチカ）
- ヘルダートタイプ・ミサイルランチャー（〃）
- 50mmガトリング砲（〃）
- 大型砲（仮称）（〃）
- 地雷
- レーダー車（支援車両）
- パワーローダー（作業用重機）
- Mk5 核弾頭ミサイル（大量破壊兵器）
  - 核ミサイル・ニュートロンジャマーキャンセラー搭載型
- サイクロプス（〃）
- ミラージュコロイド（コロイド粒子散布・形成テクノロジー）
  - ミラージュコロイド・ステルス（電磁光学迷彩）
    - ミラージュコロイド・デテクター（ザフト製限定的レーダー）

  - ビームサーベル類（磁場固定用途）
  - ゲシュマイディッヒ・パンツァー（ビーム偏向フィールド）
  - 量子コンピュータウイルス（アクタイオン・インダストリィ社製）
  - マガノイクタチ（オーブ製強制放電フィールド）
  - ドラグーン・システム（ザフト製無線式全周囲攻防兵器）
  - ヴォワチュール・リュミエール（DSSD製惑星間航行システム）
    - エクストリーム・ブラスト・モード（ザフト製ZGMF-X42Sデスティニー搭載・電磁光学残像）
    - EQFU-3Xスーパードラグーン 機動兵装ウイング（ファクトリー製ZGMF-X20Aストライクフリーダム搭載・高出力）
- ローエングリン砲台（戦略砲）
- ニーベルング（大量破壊兵器）
- レクイエム（〃）
- アルテミス（宇宙要塞）

プラント・ザフト系
- 降下カプセル輸送艦
- ローラシア級（モビルスーツフリゲート）
- ナスカ級（高速戦闘艦）
  - ナスカ級ニュートロンスタンピーダー装備型
- エターナル級（モビルスーツ専用運用艦）
  - ミーティア（モビルスーツ埋め込み式戦術強襲機）
    - ヴェルヌ35A/MPFM（多目的飛行モジュール）
- ミネルバ級（惑星強襲上陸艦）
- ゴンドワナ級（超大型宇宙空母）
- その他の宇宙艦艇（ステルスランチ、内火艇、シャトルなど）
- ピートリー級（中型陸上戦艦）
- レセップス級（大型陸上戦艦）
- コンプトン級（〃）
- ボズゴロフ級（潜水空母）
- 補給潜水艦
- アジャイル（戦闘ヘリ）
- 哨戒ヘリコプター
- 連絡用ジェットファンヘリ
- 物資搬送用支援航空ヘリ
- インフェストゥス（VTOL戦闘機）
- グゥル（モビルスーツ支援空中機動飛翔体）
- 中型輸送機
- ヴァルファウ（大型VTOL輸送機）
- 連結合体6輪装甲車
- 電源車 / 弾薬運搬トレーラー / 給水車
- 戦闘指揮車輌
- 指揮車
- その他（作業用宇宙機 / 警備無人ポッド、レールガンなど）
- ニュートロンジャマー（核分裂反応抑制装置）
  - ニュートロンジャマーキャンセラー（Nジャマー限定域解除装置）
  - ニュートロンスタンピーダー（遠隔核反応暴走装置）
- グングニール（超強力EMP放射装置）
- ジェネシス（大量破壊兵器）
  - ジェネシスα（〃）
  - ネオ・ジェネシス（メサイア搭載ジェネシス小型版）
- ボアズ（宇宙要塞）
- ヤキン・ドゥーエ（宇宙要塞）
- メサイア（宇宙機動要塞）

オーブ連合首長国系
- クラオミカミ級（水上護衛艦）
- イージス艦
- 補給艦
- タケミカズチ級（大型機動空母）
- その他の水上艦
- イズモ級（宇宙戦艦）
- 戦闘ヘリコプター
- アルバトロス（大型飛行艇）
- 自走リニア榴弾砲
- リニアガン・タンク（戦車）
- モビルスーツ指揮支援装輪警戒車
- 大型砲（仮称）（トーチカ）
- 対空砲（〃）
- アメノミハシラ（宇宙ステーション）

その他の勢力
- 自走砲（トラック改造武装車両）
- ハーフトラック（半装軌車）
- 戦闘用エレカ
- グティ（パワードスーツ）
- ボウィー
- 太陽砲台（仮称）
- ツィオルコフスキー（木星往還船）
- アキダリア（火星往還船）

コンパス系
- ミレニアム

ターミナル系
- キャバリアーアイフリッド

ファウンデーション王国系
- ジグラート
- グルヴェイグ
- バルドル級惑星間航宙戦艦

## 『機動戦士ガンダム00』シリーズ

### 機動戦士ガンダム00
ここでは、テレビアニメ『機動戦士ガンダム00』の登場兵器のうち名称・所属が判明しているものを挙げる。
ソレスタルビーイング
- CBS-70 プトレマイオス（MS母艦）
  - CBS-74 プトレマイオス2（MS母艦）
- 輸送艦
- VTOL機
- GNR-001 GNアームズ
  - GNR-001E GNアームズTYPE-E
  - GNR-001D GNアームズTYPE-D
- GNR-010 オーライザー
- GNR-101A GNアーチャー（ガンアーチャー）

ソレスタルビーイング（チームトリニティ）
- トリニティ艦

王商会
- プライベートVTOL

コーナー家
- アレハンドロの宇宙船

ユニオン
- バージニア級輸送艦
  - ノーフォーク
- 海上空母
- 巡洋艦
- 揚陸艦
- 大型MS輸送機
- 小型輸送機

AEU
- 輸送機

人類革新連盟
- EDI-402 ラオホゥ級輸送艦
- 輸送艦
- 大型輸送機
- トレーラーベース
  - MSキャリア
  - 射撃管制車両
  - 司令塔車両

地球連邦平和維持軍 / アロウズ
- バイカル級航宙巡洋艦
- ウラル級大型輸送艦
- ギアナ級地上戦艦
- ベーリング級海上空母
- 指揮官用VTOL
- 連絡機
- メメントモリ（衛星兵器）

カタロン
- バージニア級輸送艦武装強化型
- EDI-402 ラオホゥ級輸送艦武装強化型
- 大型輸送機

PMCトラスト
- 輸送機

ラ・イデンラ
- リニアタンカー

JNN
- 報道ヘリコプター

アザディタン王国
- 装甲車

イノベイター勢力
- コロニー型外宇宙航行母艦「ソレスタルビーイング」

その他
- 民間旅客機
- 木星探査船「エウロパ」

### 劇場版 機動戦士ガンダム00 -A wakening of the Trailblazer-
ここでは、アニメーション映画『劇場版 機動戦士ガンダム00 -A wakening of the Trailblazer-』の登場兵器のうち名称・所属が判明しているものを挙げる。
ソレスタルビーイング
- CBS-742 プトレマイオス2改（MS母艦）
- 輸送艦

地球連邦平和維持軍
- バイカル級航宙巡洋艦
- ヴォルガ級航宙巡洋艦
- ナイル級大型航宙戦艦
  - チグリス
- ウラル級大型輸送艦
- バージニア級試験特務艦「アルトリウス」
- バージニア級輸送艦武装強化型
- EDI-402 ラオホゥ級輸送艦武装強化型
- 小型艇
- コロニー型外宇宙航行母艦「ソレスタルビーイング」

コロニー公社
- コロニー公社宇宙船

中東使節団
- 中東使節団専用艇
- 人員移送船

その他
- 木星探査船「エウロパ」
- 外宇宙航行艦「スメラギ」

### 機動戦士ガンダム00外伝
ここでは、テレビ本編と並行して展開される公式外伝ストーリーに登場する兵器のうち名称・所属が判明しているものを挙げる。
ソレスタルビーイング / フェレシュテ
- CBS-68 エウクレイデス（ファクトリー艦）
- GNドライヴ建造宇宙船
- GNR-000 GNセファー（プロトGNアームズ）
- GNR-010/XN ザンライザー

イノベイター勢力
- GNR-000B ブラックGNセファー

## 『機動戦士ガンダムAGE』シリーズ

### 機動戦士ガンダムAGE
ここでは、テレビアニメ『機動戦士ガンダムAGE』に登場する兵器のうち、名称・所属が判明しているものを挙げる。
地球連邦軍
- ディーヴァ
- アマデウス
- ダーウィン級宇宙戦艦
  - ブリッツ
  - ヘイローズ
  - ウォーデン
- ディヤウス級航宙戦艦
  - ファラデー
  - スタイルズ
  - ベイカー
  - エリオット
- ディーヴァ級宇宙戦艦
- ウェイボード（サブフライトシステム）
- 装甲戦闘車
- ミサイル装甲車

ザラム
- スィン・ルン級重巡洋艦

エウパ
- カルセドニー級巡洋艦

マッドーナ工房
- マッドーナ・ファクトリーシップ

宇宙海賊ビシディアン
- バロノーク

UE / ヴェイガン
- 巨大母艦
  - ファ・ボーゼ
  - ファ・メナス
  - ファ・ブラン（小説版）
- 戦闘艦
- 新型戦闘艦
  - ファ・ゼオス
  - ファ・ザード
  - ファ・ガンタ
- ダウネス（移動要塞）
- ラ・グラミス（宇宙要塞）

その他
- ラマルク級軽空母（小説版）

### 機動戦士ガンダムAGE トレジャースター
ここには、漫画作品『機動戦士ガンダムAGE トレジャースター』に登場する兵器のうち、名称・所属が判明しているものを挙げる。
宇宙キャラバン・トレジャースター
- トレジャー・スター号

### 機動戦士ガンダムAGE 〜追憶のシド〜
ここには、漫画作品『機動戦士ガンダムAGE 〜追憶のシド〜』に登場する兵器のうち、名称・所属が判明しているものを挙げる。
宇宙海賊ビシディアン
- バロノーク

## ガンダム Gのレコンギスタ
ここでは、テレビアニメ『ガンダム Gのレコンギスタ』に登場する兵器のうち、名称・所属が判明しているものを挙げる。
海賊部隊
- メガファウナ

アメリア
- サラマンドラ
- ラトルパイソン
- ガビアル
- バイパーバイパー
- クロコダイル
- フライスコップ（サブフライトシステム）
- レイドル（サブフライトシステム）
- ビレイ（サブフライトシステム）

キャピタル・アーミィ
- ガランデン
- ブルジン
- シングルエフラグ（サブフライトシステム）
- ダベー（サブフライトシステム）
- ランゲバイン（高速移動ユニット）

トワサンガ
- ギニアビザウ
- クノッソス
- アリンカト（MS支援機）

ビーナス・グロゥブ
- カシーバ・ミコシ
- クレッセント・シップ
- フルムーン・シップ
- トリプレッド（サブフライトシステム）

## 『機動戦士ガンダム 鉄血のオルフェンズ』シリーズ

### 機動戦士ガンダム 鉄血のオルフェンズ
ここでは、テレビアニメ『機動戦士ガンダム 鉄血のオルフェンズ』に登場する兵器のうち、名称・所属が判明しているものを挙げる。
鉄華団
- NOA-0093 イサリビ（強襲装甲艦、旧名：ウィル・オー・ザ・ウィスプ）
- NOA-0132 ホタルビ（武装輸送船）

ギャラルホルン
- ハーフビーク級戦艦
  - スレイプニル（ボードウィン家専用艦）
  - ヴァナディース（地球外縁軌道統制統合艦隊旗艦）
- スキップジャック級戦艦
- 強襲揚陸艦
- MS滑空用グライダー

テイワズ
- TIR-0009 ハンマーヘッド（強襲装甲艦）
- TIR-0102 黄金のジャスレイ号（装甲巡洋艦）
- 歳星（惑星巡航船）
- JEE-M103 クタン参型（長距離輸送ブースター）

ブルワーズ
- ブルワーズ戦艦（強襲装甲艦）

オルクス商会
- オルクスの船（強襲装甲艦）

夜明けの地平線団
- 夜明けの地平線団戦艦（強襲装甲艦）

その他
- ビスコー級クルーザー
  - ヴィルム
- 小型コンテナ船

### 機動戦士ガンダム 鉄血のオルフェンズ 月鋼
- メリクリウス（強襲装甲艦）

## 『機動戦士ガンダム 水星の魔女』シリーズ

### 機動戦士ガンダム 水星の魔女
ここでは、テレビアニメ『機動戦士ガンダム 水星の魔女』に登場する兵器のうち、名称・所属が判明しているものを挙げる。
ベネリットグループ
- 要人用輸送艦

グラスレー・ディフェンス・システムズ
- グラスレー社戦闘艦

ジェターク・ヘビー・マシーナリー
- ジェターク社戦闘艦
  - ワームブロッド

ペイル・テクノロジーズ
- ペイル社戦闘艦

アスティカシア学園
- 学園艦
- 学園小型艇

宇宙議会連合
- 宇宙議会連合戦艦

その他
- 75m級貨物船
- 100m級貨物船
- 120m級貨物船
  - カシュタンカ
- 200m級貨物船
- 旅客船

### 機動戦士ガンダム 水星の魔女 PROLOGUE
カテドラル（ドミニコス隊）
- ユリシーズ（グラスレー社戦闘艦）
- ベガベント（100m級貨物船）

## ゲームオリジナル

### SDガンダム GGENERATIONシリーズ
ここでは、ゲーム『SDガンダム GGENERATION』シリーズの登場兵器を挙げる。
- アルトリウス（輸送艦）
- キャリー・ベース（クラップ級練習艦）
- マディア（輸送機）
- メーインヘイム（輸送艦）
- フリーデン（ガルダ級）
- ELSリーブラ